# Donaye Taredji
Donaye est un village du Sénégal, situé à 9 km de Podor dans la vallée du fleuve Sénégal. Il fait partie de la communauté rurale de Guédé Village, dans l'arrondissement de Gamadji Saré, le département de Podor et la région de Saint-Louis.
Obligé de quitter leur terre ancestrale de plus de 500 ans, la population de Donaye s'est installé à Taredji, l'une de leur terre à une vingtaine de Kilometre au Sud de Podor.
Actuellement le village est divisé en cinq quartier, que sont, Pelital Ibou Sy (le plus grand et le plus renommé), Medina, Yeelitaare, Lew-Lewal, TIM TIMOL et Brigade le dernier né.  
Lors du dernier recensement, il comptait 3 313 habitants et 385 ménages